# Граф Цеппелин II (дирижабль)
Граф Цеппелин 2 (LZ-130) (Регистрация: D-LZ 130) — немецкий дирижабль класса «Гинденбург». Он оказался последним из жёстких дирижаблей, построенных фирмой Zeppelin Luftschiffbau. Являлся вторым дирижаблем, названным в честь Фердинанда фон Цеппелина (первый — «Граф Цеппелин» (LZ-127)).

## Конструкция
В основном, конструкция LZ-130 была идентична конструкции Гинденбурга (LZ-129). После катастрофы «Гинденбурга», Хьюго Эккенер поклялся никогда больше не использовать водород на пассажирских дирижаблях. Так как гелий в больших количествах добывался только в США, Эккенер отправлялся в Вашингтон, чтобы приобрести гелий для своих воздушных кораблей. Однако США после аннексии Австрии в 1938 году отказались поставлять в Германию гелий. В итоге, «Граф Цеппелин» был заполнен водородом.
По сравнению с LZ-129, конструкция LZ-130 была  усовершенствована. В отличие от «Гинденбурга», на дирижабле были установлены тянущие винты. В отличие от двухлопастных деревянных винтов дирижабля-предшественника, вырезанных из цельного куска дерева, на LZ-130 были установлены трёхлопастные винты. Лопасти винтов теперь были съемными, притом склеенными из разных пород дерева.
Двигатели получили систему конденсации воды из выхлопных газов, позволявшую пополнять водный балласт. Водородные баллоны корабля были облегчены путем замены хлопковых оболочек на шелковые. Киль стал намного короче, а количество шпангоутов было уменьшено для уменьшения массы корабля.
Расследование катастрофы «Гинденбурга» показало, что слабая электропроводимость внешней оболочки корабля вызвала воспламенение водорода. Поэтому шнуры, стягивающие водородные баки и соединяющие панели оболочки, были обработаны графитом для лучшей электропроводимости.  

Пассажирские помещения были также полностью переделаны для размещения 40 пассажиров по сравнению с 72 на «Гинденбурге». Внешние окна променадов были на половину продольной панели ниже по сравнению с «Гинденбургом» . Двадцать кают были более просторны и имели лучшее освещение по сравнению с «Гинденбургом»; тринадцать из них имели окна, и четыре из них были «роскошными каютами» на верхней палубе «B». Палубы были разделены на четыре секции. Палуба «А» состояла из столовой вдоль центральной задней части пассажирского отсека и была слегка приподнята относительно палубы «В», идущей по верхним променадным окнам, на которой были комнаты отдыха, комната для курения и роскошные каюты, т.е. вместо двух полноценных палуб их было полторы. В палубе «C» находились шестнадцать пассажирских кают, а также кухня и пассажирские туалеты. Палуба «D», расположенная на задней стороне нижней палубы, содержала помещения для отдыха экипажа и офицеров, душ для экипажа, а также отсек для электрооборудования.

## История эксплуатации
- Первый полёт произошёл 14 сентября 1938 года. На борту находились 74 человека: члены Министерства авиации и компании Zeppelin, а также строители, техники и инженеры корабля. В общей сложности дирижабль пролетел 925 километров.
- Вторая поездка явилась 26-часовым испытанием под командованием доктора Уго Эквинера и капитана Ханса фон Шиллера. На борту находились 85 человек.
- 22 сентября 1938 года — третий рейс.

В общей сложности Граф Цеппелин ll совершил 30 рейсов (в том числе и разведывательные полеты).

## Конец эпохи цеппелинов
20 августа 1939 года корабль совершил свой последний рейс из Франкфурта-на-Майне в Эссен. Это был последний полет больших пассажирских дирижаблей. После начала Второй мировой войны полеты "Цеппелинов" прекратились. В конце 1939 года было решено, что корабль будет разобран, все попытки обжаловать это решение не увенчались успехом. В апреле 1940 года Герман Геринг приказал разобрать дирижабли LZ-130 и незавершенный LZ-131, так как металл понадобился для строительства самолётов. К 27 апреля разборка была окончена. Огромные эллинги дирижаблей во Франкфурте-на-Майне были взорваны. Произошло это 6 мая, как раз в третью годовщину крушения «Гинденбурга».